# アフマド・ブン・ムハンマド・マッカリー
アフマド・ブン・ムハンマド・マッカリー（أحمد بن محمد المقري, Aḥmad ibn Muḥammad al-Maqqarī, アフマド・イブン・ムハンマド・アル＝マッカリー、1591年生トレムセン - 1632年没カイロ）は、17世紀マグリブ出身の歴史家。
トレムセンの名家マッカリー家の生まれ。サアド朝のスルターン、マンスール・ザハビーの宮廷に出仕し、後に東方に移住してカイロやダマスカスで文筆活動を行った（#生涯）。非常な多作家であるが著作のひとつに14世紀ナスル朝グラナダの宰相イブン・ハティーブの伝記があり、その伝記の導入部が、レコンキスタ以前のイベリア半島に関する情報を伝える貴重な史料になっている（#著作）。

## 名前
クンヤ（通称「～の父」）、ラカブ（称号、尊称）、出自表示であるニスバなどを全て合わせたフルネームは
شهاب الدين أبو العباس أحمد ابن محمد ابن أحمد ابن يحيى القرشي
Shihāb al-Dīn Abū al-ʿAbbās Aḥmad ibn Muḥammad ibn Aḥmad ibn Yaḥyā al-Qurashī
シハーブッディーン・アブー・アル＝アッバース・アフマド・イブン・ムハンマド・イブン・アフマド・イブン・ヤフヤー・アル＝クラシー
شهاب الدين أبو العباس أحمد ابن محمد ابن أحمد ابن يحيى المقري التلمساني
Shihāb al-Dīn Abū al-ʿAbbās Aḥmad ibn Muḥammad ibn Aḥmad ibn Yaḥyā al-Maqqarī al-Tilimsāni
シハーブッディーン・アブー・アル＝アッバース・アフマド・イブン・ムハンマド・イブン・アフマド・イブン・ヤフヤー・アル＝マッカリー・アッ＝ティリムサーニー
などが併存している。

## 生涯
アフマド・イブン・ムハンマド・マッカリーはトレムセンの町に生まれ育った。彼の生まれたマッカリー家は、ムスィーラ近くにあるマッカラに出自があり、知識人を多く輩出したトレムセンの名家である。マッカリー家は13世紀にサハラ交易で財をなしたが、交易のイニシアチヴがマリ帝国など黒人国側に握られるようになったり交易ルートに変更が生じたりしたため没落し、16世紀には、財産は書庫にある膨大な書籍だけという状態になっていた。アフマド・イブン・ムハンマド・マッカリーの大伯父、サイード・イブン・アフマド・マッカリーは、トレムセンのムフティー（高位のウラマーでその町の宗教指導者）であり、この人物に学んだ人は多い。マッカリーもこの大伯父にイスラーム諸学の手ほどきを受けた。
アフマド・イブン・ムハンマド・マッカリーは、その後、町を出て、サアド朝のスルターン、アフマド・マンスール・ザハビーの宮廷に入った。マッカリーはマンスールに、マラケシュやフェズのウラマーたちについて論じた著作 Rawdat al-As （ミルテの花園）を捧げた。マンスールが1603年に亡くなると、マッカリーはフェズに移り住んだ。マンスールの後継者の一人、ザイダーヌン・ナースィル・ブン・アフマドは、1618年にマッカリーをフェズのムフティーとカラウィーイーン・モスクの導師に任命した。マッカリーはフェズでウラマーとして標準的な暮らしをする。
マッカリーは1617年にフェズでの職を辞し、マッカ（メッカ）への巡礼に旅立った。地元の権力者と何がしかの軋轢があったものと推測されている。翌年にカーヒラ（カイロ）に移住し、また、ハッジも行った。1620年にはクドゥス（エルサレム）とディマシュク（ダマスカス）を訪問した。その後1626年まで毎年マッカへ巡礼を繰り返す。1628年にはディマシュクへ行き、そこで『サヒーフ・ブハーリー』や、アンダルスの文芸について講義を行ったりした。また、資産家の食客となって、イスラーム諸王朝の歴史について執筆も行った。マッカリーは同年にカーヒラへ一度戻り、その後、ディマシュクへ永続的に移住するつもりで準備していた矢先の1632年に亡くなった。

## 著作
マッカリーは多作家で、信仰や宗教に関するものや文学に関する著作も多い。しかし、中心となる著作は、Nafḥ al-ṭīb の題名で知られる Nafḥ aṭ-ṭīb min Ghusni il-Andalus ar-Raṭīb wa Dhikar Wazīriha Lisān Id-Dīn Ibn il-Khaṭīb （アンダルスの緑の木々の枝から放散される芳香とアンダルスの宰相リサーヌッディーン・イブヌル・ハティーブの物語）である。同書の序文でマッカリーは、自分が今、ディマシュクにいて、歴史家であり宰相でもあったアブー・アブドゥッラー・ムハンマド・イブン・アブドゥッラー（イブン・ハティーブのこと）の伝記を書いてみないかと誘われていると書いている。
マッカリーは、伝記を書き上げた後、アンダルスの歴史についての叙述が伝記への導入部として必要と考え、本書の前半部分を執筆したと見られる。この前半部分は、イスラーム時代のイベリア半島に関するフォーマルな百科全書のような歴史書になっており、テーマごとに8巻に分かれる。叙述スタイルは史論的でもあり文学的でもある。前半部8巻のテーマは次の通り。
- 第1巻：アンダルス半島の地勢の解説。
- 第2巻：アラブによるアンダルスの征服。当時の統治者。
- 第3巻：後ウマイヤ朝のカリフと諸王の物語。
- 第4巻：コルドバの町の解説。その歴史と建造物。
- 第5巻：東方へ旅したアンダルス人の物語。
- 第6巻：アンダルスへ旅した東方のムスリムの物語。
- 第7巻：文学史概説。神がアンダルス人に与えたもうた知性と道徳観について。
- 第8巻：アンダルシアのムスリムのキリスト教徒への敗北とアンダルシアからの追放について[5]。

Nafḥ al-ṭīb の後半部はイブン・ハティーブに焦点を絞っているが、やはり全8巻に分かれ、それぞれこの人物のさまざまな側面、すなわち、先祖、生涯、学術の師、友人、著作の様式論、著作論、学術の弟子、子孫について記述している。
Nafḥ al-ṭīb の前半部は近代に入って印刷されるに至るまで、何度も書き写されており、筆写本の長い歴史がある。
Nafḥ al-ṭīb の前半部には、失われたアンダルスに関するアラビア語の書籍から膨大な量の引用があり、時系列に沿って配列されているため、歴史学にとって極めて大きな価値を持っている。ホセ・アントニオ・コンデは、『スペインにおけるアラブ支配の歴史』（Historia de la Dominación de los árabes en España）という著作を書くためにフランス国立図書館に保存されている筆写本のコピーを得ようとしたができなかった。
スペインの大学において初めて教授になったアラブ人として知られるパスクアル・デ・ガヤンゴスは、本書の近代的な学術的校訂を初めて行った。校訂版は英語に翻訳され、The History of the Mohammedan Dynasties in Spain （スペインにおけるマホメット王朝の歴史、出版地：ロンドン、出版年 1840-1843）の題で出版された。Nafḥ al-ṭīb の前半部は、Wright, Krehl, Reinhart Dozy, Dugat らによっても、Analectes sur l'histoire et la littérature des Arabes d'Espagne という題で翻訳・出版されている（ライデン、1855-1861）。前掲書の全体のアラビア語校訂版は、ブーラーク(1863)、カイロ (1885)、ベイルート(1988) がある。
なお、本書が持つ歴史学的文献学的価値は、イベリア半島のムスリムの歴史的展開に関する文学作品の創作にインスピレーションを与える源泉になっている。
マッカリーの著作の近代語への翻訳としては例えば次のようなものがある。
- Maqqarī, Aḥmad ibn Muḥammad; de Gayangos, Pascual (1840). The History of the Mohammedan Dynasties in Spain: Extracted from the Nafhu-t-tíb Min Ghosni-l-Andalusi-r-rattíb Wa Táríkh Lisánu-d-Dín Ibni-l-Khattíb. London ISBN 0-415-29771-0[注釈 2]
- Maqqarī, Aḥmad ibn Muḥammad; Wright, William (1855). Analectes sur l'histoire et la littérature des Arabes d'Espagne. Leiden: E.J. Brill
- Al-Maqqari, « Breath Of Perfumes », dans Charles F. Horne, Sacred books and early literature of the east: Medieval Arabic, Moorish, and Turkish, ISBN 0-7661-0001-4.